# Apple IIGS
Apple IIgs (APPLE IIgs) је професионални рачунар, производ фирме Епл (Apple) који је почео да се израђује у САД током 1986. године.
Користио је Western Design Center 65C816 (16-битни) централни микропроцесор а RAM меморија рачунара APPLE IIgs је имала капацитет од 128 KB, прошириво до 8 MB. 
Као оперативни систем кориштен је GS / OS, ProDOS 8 & 16, DOS 3.3, Pascal UCSD, CP/M (са Z80 картицом).

## Детаљни подаци
Детаљнији подаци о рачунару APPLE IIgs су дати у табели испод.
|                       |                                                                                |
| [ 1 ]                 |                                                                                |
| Произвођач            | Епл                                                                            |
| Тип                   | професионални рачунар                                                          |
| Меморија              | 128 прошириво до 8 MB                                                          |
| Поријекло             | Сједињене Америчке Државе                                                      |
| Година                | 1986                                                                           |
| Тастатура             | одвојена тастатура са 80 тастера, са нумеричком тастатуром и конектором за миш |
| Процесор              |                                                                                |
| Фреквенција процесора | 2,8 MHz, пребациво на 1                                                           |
| RAM                   | 128 прошириво до 8 MB                                                          |
| ROM                   | 128 прошириво до 1 MB                                                          |
| Текст                 | 40 или 80 знакова x 25 линија                                                  |
| Графика               | 320 x 200 / 640 x 200 + Apple II графички модови                               |
| Боја                  | 4096                                                                           |
| Звук                  | Ensoniq 32 са 16 стерео гласова (+ 64 on chip RAM за звучне податке)           |
| Димензије             | 28,5 (ширина) x 34,3 (дубина) x 10,1 (висина) .                                |
| Портови               |                                                                                |
| Оперативни систем     |                                                                                |